# Керивил (Флорида)
Керивил (енгл. Caryville) град је у америчкој савезној држави Флорида. По попису становништва из 2010. у њему је живело 411 становника.

## Демографија
Према попису становништва из 2010. у граду је живело 411 становника, што је 193 (88,5%) становника више него 2000. године.
| Група             | 2000.       | 2010.       |
| Белци             | 158 (72,5%) | 249 (60,6%) |
| Афроамериканци    | 45 (20,6%)  | 134 (32,6%) |
| Азијати           | 0 (0,0%)    | 2 (0,5%)    |
| Хиспаноамериканци | 13 (6,0%)   | 12 (2,9%)   |
| Укупно            | 218         | 411         |